# 羅隱
罗隱（833年—910年1月26日）。字昭諫，號江東生，新登（即新城，今杭州富陽）人，本名橫，20歲應進士舉，十次不中，遂改名羅隱，唐末五代十国文學家。

## 生 平
太和七年（833年）出生，其貌不揚，“鄉音乖刺”，“恃才忽睨。眾頗憎忌”，不為公卿所喜，科舉屢屢不中。咸通十一年870年後從事湖南淮潤，但無所成。光啟三年（887年）歸江東，窮愁潦倒，55歲時成為錢鏐幕僚。累官錢塘令、鎮海軍掌書記、節度判官、鹽鐵發運副使、著作佐郎，奏授司勳郎，仍狂傲不改，不過錢鏐不以為忤。朱全忠曾以羅隱為諫議大夫，被罗隐回绝。罗绍威后来归附后梁，大力推荐罗隐，表薦為給事中，這時钱鏐已向朱温称臣，羅隱只好答應。開平三年卒於钱塘，享年77歲，世稱羅給事。著《江东甲乙集》、《淮南寓言》及《谗书》、《后集》并行于世。有子羅塞翁，善畫羊，世罕有其跡，曾為孙沔收藏。
《唐才子傳》說他“詩文凡以譏刺為主，雖荒祠木偶，莫能免者”，其詩風在晚唐屬於淺易明暢一派，善於提煉民間口語，讀來有如白話，如“得即高歌失即休，多愁多恨亦悠悠。今朝有酒今朝醉，明日愁來明日愁”（《自遣》）、「不論平地與山尖，無限風光盡被占。採得百花成蜜後，為誰辛苦為誰甜？」（《蜂》）、有詩集《甲乙集》傳世。清人輯有《羅昭谏集》。近人汪德振著有《羅隱年譜》。
代表作例如《赠妓云英》
：“钟陵醉别十余春，重见云英掌上身。我未成名君（一说卿）未嫁，可能俱是不如人。”
沈崧在《罗给事墓志》说罗隐“龆年夙慧，稚齿能文”，長大後“泉涌词源，云横笔阵”、“名宣寓县、誉播寰区。”
民间传说罗隐出口成谶，言出必應，“討飯骨頭聖旨口”。